# Rogers Cup 2012
Rogers Cup 2012 — ежегодный профессиональный теннисный турнир в серии Мастерс для мужчин и Премьер 5 для женщин. Соревнование традиционно проводится на открытых хардовых кортах. Мужской турнир в этом году проводился в Торонто, а женский — в Монреале. Соревнования прошли с 6 по 13 августа.
Прошлогодние победители:
- мужской одиночный разряд —  Новак Джокович
- женский одиночный разряд —  Серена Уильямс
- мужской парный разряд —  Ненад Зимонич /  Микаэль Льодра
- женский парный разряд —  Лиза Реймонд /  Лизель Хубер

## US Open Series

### Мужчины
К четвёртой соревновательной неделе борьба за бонусные призовые выглядела следующим образом:
| Место | Игрок                | Турниров 1 | Побед | Очков |
| ----- | -------------------- | ---------- | ----- | ----- |
| 1     | Сэм Куэрри           | 1          | 1     | 95    |
| 2     | Александр Долгополов | 1          | 1     | 70    |
| 2     | Энди Роддик          | 1          | 1     | 70    |
| 4     | Ричардас Беранкис    | 1          | -     | 45    |
| 4     | Жиль Мюллер          | 1          | -     | 45    |
| 4     | Томми Хаас           | 1          | -     | 45    |
| 7     | Ксавье Малисс        | 2          | -     | 30    |
| 7     | Майкл Расселл        | 2          | -     | 30    |
| 9     | Джон Изнер           | 1          | —     | 25    |
| 9     | Маринко Матошевич    | 1          | -     | 25    |
| 9     | Раджив Рам           | 1          | -     | 25    |
| 9     | Го Соэда             | 1          | -     | 25    |
| 9     | Марди Фиш            | 1          | -     | 25    |

* — Золотым цветом выделены участники турнира.
1 — Количество турниров серии, в которых данный участник достиг четвертьфинала и выше (ATP Masters 1000) или 1/8 финала и выше (ATP 250 и ATP 500)

### Женщины
К третьей соревновательной неделе борьба за бонусные призовые выглядела следующим образом:
| Поз. | Игрок              | Турниров | Побед | Очков |
| ---- | ------------------ | -------- | ----- | ----- |
| 1    | Доминика Цибулкова | 2        | 1     | 85    |
| 2    | Серена Уильямс     | 1        | 1     | 70    |
| 3    | Марион Бартоли     | 2        |       | 60    |
| 4    | Коко Вандевеге     | 1        |       | 45    |
| 5    | Урсула Радваньская | 2        |       | 30    |
| 6    | Янина Викмайер     | 1        |       | 25    |
| 6    | Сорана Кырстя      | 1        |       | 25    |
| 6    | Надежда Петрова    | 1        |       | 25    |
| 6    | Чжань Юнжань       | 1        |       | 25    |
| 10   | Варвара Лепченко   | 1        |       | 15    |
| 10   | Кристина Макхейл   | 1        |       | 15    |
| 10   | Шанель Схеперс     | 1        |       | 15    |
| 10   | Елена Янкович      | 1        |       | 15    |

* — Золотым цветом выделены участники турнира.
1 — Количество турниров серии, в которых данный участник достиг четвертьфинала и выше (Premier) или 1/8 финала и выше (Premier 5 и Premier Mandatory)

## Соревнования

### Мужчины одиночки
Новак Джокович обыграл  Ришара Гаске со счётом 6-3, 6-2.
- Джокович выигрывает 3-й титул в сезоне и 31-й за карьеру в основном туре ассоциации.
- Гаске уступает 2-й финал в сезоне и 10-й за карьеру в основном туре ассоциации.

### Женщины одиночки
Петра Квитова обыграла  Ли На со счётом 7-5, 2-6, 6-3.
- Квитова выигрывает 1-й титул в сезоне и 8-й за карьеру в туре ассоциации.
- Ли уступает 3-й финал в сезоне и 8-й за карьеру в туре аасоциации.

### Мужчины пары
Боб Брайан /  Майк Брайан обыграли  Марселя Гранольерса /  Марка Лопеса со счётом 6-1, 4-6, [12-10].
- Братья выигрывают 5-й совместный титул в сезоне и 80-й за карьеру в туре ассоциации.

### Женщины пары
Кристина Младенович /  Клаудиа Янс-Игначик обыграли  Надежду Петрову /  Катарину Среботник со счётом 7-5, 2-6, [10-7].
- Янс-Игначик выигрывает 2-й титул в сезоне и 3-й за карьеру в туре ассоциации.
- Младенович со 2-й попытки побеждает в финале парного турнира ассоциации.